# Station Oetrange
Station Oetrange (Luxemburgs: Gare Eiter) is een spoorwegstation in Oetrange in de gemeente Contern in het centrum van Groothertogdom Luxemburg.
Het station wordt beheerd door de Luxemburgse vervoerder CFL en ligt aan de lijnen 3 en 4.

## Treindienst
| Serie   | Treinsoort             | Route                                           | Bijzonderheden                        |
| ------- | ---------------------- | ----------------------------------------------- | ------------------------------------- |
| RE 4850 | Regional-Express (CFL) | Luxemburg – Oetrange – Wasserbillig             | Op werkdagen, één trein per dag.      |
| RB 4800 | Regionalbahn (CFL)     | Luxemburg – Oetrange – Wasserbillig             |                                       |
| RB 5150 | Regionalbahn (CFL)     | Luxemburg – Oetrange – Wasserbillig – Trier Hbf | Op werkdagen, enkele treinen per dag. |

CFL Lijn 3:
Luxemburg · Cents-Hamm · Sandweiler-Contern · Oetrange · Munsbach · Roodt · Betzdorf · Wecker · Manternach · Mertert · Wasserbillig
Zie ook: CFL Lijn 1 · CFL Lijn 2 · CFL Lijn 4 · CFL Lijn 5 · CFL Lijn 6 · CFL Lijn 6a · CFL Lijn 6b · CFL Lijn 6c · CFL Lijn 7